# Aristarc d'Atenes
Aristarc (en llatí Aristarchus, en grec antic Αρίσταρχος "Arístarkhos") va ser, juntament amb Pisandre, Antifont i Frínic, un dels caps principals del govern dels Quatre-cents a Atenes l'any 411 aC. Era un dels dirigents que s'oposava amb més vehemència al partit democràtic, segons Tucídides.
A l'inici de la contrarevolució se'l va veure sortir de la sala del consell amb Teràmenes i va dirigir la cavalleria oligàrquica cap al Pireu. Quan va caure el règim dels Quatre-cents, va aprofitar la seva condició d'estrateg i va marxar amb els més bàrbars dels arquers estrangers fins a la ciutat fronterera d'Enoe, llavors assetjada per beocis i corintis, Va establir un acord amb els espartans i va lliurar la ciutat a l'enemic. Després, segons sembla, va caure en mans dels atenencs i va ser jutjat juntament amb Alexicles, condemnat a mort i executat aproximadament l'any 406 aC.